# Bloléquin
Bloléquinest une ville de l'ouest de la Côte d'Ivoire. C'est un chef-lieu de département de la région du Cavally.
Bloléquin est composée de quatre cantons : le canton Zranbanhou, le canton Gboho, le canton Neaho-Nord et le canton Neaho-Sud.
Bloléquin - Le département de Bloléquin est situé dans une zone forestière à l’Ouest de la Côte d’Ivoire, et regorge d’énormes potentialités qui restent à être valorisées selon ce que révèle la monographie[Laquelle ?].
Situé dans la région du Cavally, le département de Bloléquin est limité à l'Est par le département de Guiglo, à l'Ouest par le département de Toulepleu et Zouan-Hounien, au Sud par le fleuve Cavally, limite naturelle avec la République du Libéria. Le département de Bloléquin couvre une superficie de 2 065 km2 pour plus de 100 000 habitants (RGPH 1998).
Sur le plan physique, on y rencontre un climat de type montagneux, avec une longue saison de pluies (8 mois), un relief peu accidenté avec des plateaux. La végétation est constituée de forêt relativement dense. Les principaux cours d'eau sont le fleuve Cavally et la rivière Goin.
Sur le plan historique, Bloléquin est une déformation de Gboe-Kin qui signifie en Guéré « près de la rivière Boo ». Cette rivière est située au nord de la ville actuelle, à proximité de l'ancien village qui porte son nom. C'est depuis, le 13 octobre 1935, que Bloléquin en tant que village a été installé de force par l'administration coloniale dans son emplacement actuel, sur l'axe Guiglo-Toulepleu.
La population du département est composée en majorité d'autochtones Guéré qui cohabitent avec de nombreux allogènes et allochtones, notamment Baoulé, Dan, Mahou, Sénoufo, Burkinabé, Mauritaniens. Les populations Guéré sont réparties en quatre cantons qui sont : le canton Néao-Nord, le canton Néao-Sud, le canton Zarabaon et le canton Gbôho.
La religion dominante est l'animisme qui laisse une grande place au culte des masques et de l'excision. En dehors de cette religion africaine, existent le christianisme et l'islam.
Sur le plan administratif, la sous-préfecture de Bloléquin a été créée par décret N° 66-345 du 8 septembre 1966. Elle est dirigée, à ce jour, par M. Koffi Yao Kan Claude. Quant à la préfecture, elle a été créée par le décret N° 2005-242 du 2 juillet 2005. Le département compte trois sous-préfectures. Outre, la sous-préfecture de Bloléquin, nous avons la sous-préfecture de Zéaglo créée par décret 2005-315 du 16 octobre 2005, et la sous-préfecture de Doké créée par décret 2008-97 du 5 mars 2008.
Sur le plan social, le département de Bloléquin dispose d'un district sanitaire, doté d'un hôpital général et de dispensaires ruraux. Dans le domaine de l'éducation, nous avons une inspection de l'enseignement primaire, avec une école primaire dans chaque village et un lycée municipal. À cela, il faut ajouter l'Institut Catholique Manuella (ICM).
Sur le plan économique, le département de Bloléquin repose sur les productions agricoles. Les cultures pérennes les plus développées sont le café, le cacao et l'hévéa. Les cultures vivrières sont diversifiées : nous avons l'igname, le manioc, le riz et le maïs.
Avec la présence de la forêt, l'exploitation forestière est très développée. La production animale porte sur l'élevage de bovins, ovins, porcins et volailles. Le seul marché permanent du département est basé à Bloléquin, et le jour de marché est le jeudi. Les autres localités accueillent des marchés périodiques.
Bloléquin n'abrite pas d'unité industrielle. Le département compte dix compagnies de transport qui assurent la desserte avec les autres villes.
Sur le plan touristique, Bloléquin est un département dont l'aspect traditionnel et touristique reposent principalement sur le festival de masques. À cela, il faut ajouter les forêts de Goin, Débé et de Scio qui, en raison des espèces variées d'animaux et de végétaux dont elles regorgent, constituent des sites touristiques.
Le département de Bloléquin regorge d'énormes potentialités qui ne demandent qu'à être valorisées pour son développement.

## Sports
La ville dispose d'un club de football, le Koulayae FC, qui évolue en Championnat de Division Régionale, équivalent d'une « 4e division » .